# Longyu
 (juillet 2019).
Si vous disposez d'ouvrages ou d'articles de référence ou si vous connaissez des sites web de qualité traitant du thème abordé ici, merci de compléter l'article en donnant les références utiles à sa vérifiabilité et en les liant à la section « Notes et références ».
L'impératrice Xiaodingjing (28 janvier 1868 - 22 février 1913), du clan Yehe Nara de la Bannière Jaune à Bordure Manchu, nom personnel Jingfen, est une épouse de l'empereur Guangxu. Elle est âgée de trois ans de plus que lui.

## Biographie

### Antécédents familiaux
- Père : Guixiang 桂祥 ; (1849-1913), a servi en tant qu'officiel militaire de premier rang 都統), et possédait le titre d'un duc de troisième classe 三等公)
  - Grand-père paternel : Huizheng 惠徵 ; (1805-1853), duc de troisième classe 三等公)
  - Grand-mère paternelle : Dame Fuca
  - Tante paternelle : l'impératrice Xiaoqinxian (1835-1908), mère de l'empereur Tongzhi (1856-1875)
  - Tante paternelle : Wanzhen (1841–1896), mère de l'empereur Guangxu (1871–1908)
- Mère : Dame Aisin Gioro
- Deux frères
- Une sœur aînée et une sœur plus jeune

### Ère Tongzhi
La future impératrice Xiaodingjing est née le quatrième jour du premier mois lunaire de la septième année du règne de l'empereur Tongzhi, qui se traduit par le 28 janvier 1868 dans le calendrier grégorien.

### Ère Guangxu

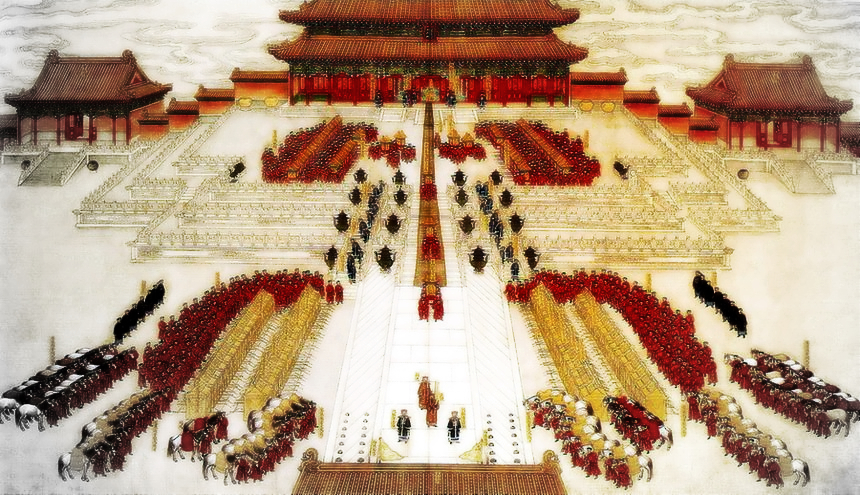
Mariage de l'empereur Guangxu et de l'impératrice Xiaodingjing

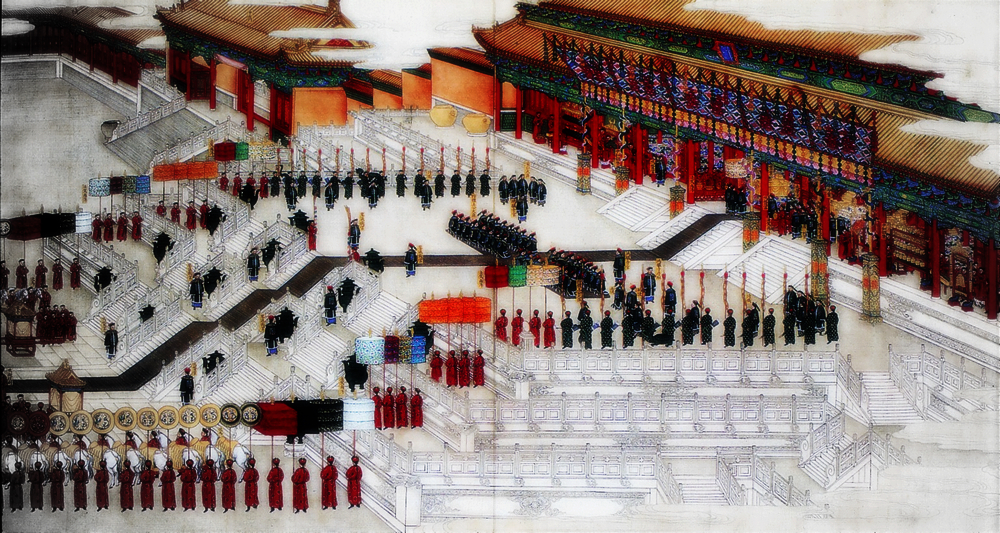
Mariage de l'empereur Guangxu et de l'impératrice Xiaodingjing

En 1889, Cixi, qui était régente pour l'empereur Guangxu, décida que l'empereur devait se marier avant de prendre officiellement les rênes du pouvoir. Elle choisit sa nièce, la fille de Guixiang, pour être l'épouse de l'empereur Guangxu, afin de renforcer l'influence du clan Yehe Nara au sein de la famille impériale.
Jingfen épousa donc l'empereur Guangxu le 26 février 1889 et devint son impératrice immédiatement après le mariage. La cérémonie de mariage était une occasion particulièrement extravagante et spectaculaire. Le 16 janvier 1889, la Cité interdite prit feu et la porte de l'harmonie suprême fut réduite en cendres. Selon les traditions impériales, le trajet du cortège de mariage de l'empereur devait passer par cette porte de l'harmonie suprême, qui était alors complètement détruite. Ainsi, de nombreuses personnes considérèrent cet incident de mauvais augure.
Puisque la reconstruction de la porte serait fortement chronophage, et que la date du mariage de l'empereur ne pourrait pas être retardée une fois fixée, Cixi ordonna la construction d'une tente ressemblant à la porte. Les artisans employèrent du papier et du bois pour le construire, et une fois complète, la tente avait exactement la même hauteur et la même largeur que la porte d'origine, avec des ornements extrêmement similaires à l'original. Les personnes qui traversaient régulièrement le palais intérieur eurent des difficultés à faire la différence entre le portail d'origine et la tente temporaire.
Après leur mariage, l'impératrice fut détestée et ignorée par l'empereur Guangxu, qui favorisa une autre épouse, Zhen du clan Tatara. Cixi estimait Zhen, mais après avoir découvert qu'elle dépensait au-delà de son allocation, elle la rétrograda. Cixi devint finalement plus hostile envers Zhen et l'envoya au « palais froid », un lieu réservé aux épouses tombées en disgrâce de l'empereur.
Puisqu'elle s'opposait fermement au programme de la réforme des cent jours de l'empereur Guangxu en 1898, Cixi fit placer l'empereur en résidence surveillée dans le palais d'Été. L'impératrice Xiaodingjing espionnait fréquemment l'empereur Guangxu, en rapportant chaque détail à Cixi. En 1900, lors de la rébellion des Boxers, l'impératrice s'enfuit à Xi'an avec Cixi et l'empereur Guangxu, alors que Pékin était occupée et mise à sac par les forces de l'Alliance des huit nations. À leur retour, Zhen s'est noyée dans un puits dans la Cité Interdite.
Lizzie Yu Der Ling et Katharine Carl (en), qui passèrent du temps à la cour de Cixi à la suite de la rébellion des Boxers, décrivirent l'impératrice Xiaodingjing comme une figure gracieuse et agréable,.

### Ère Xuantong
L'empereur Guangxu et Cixi moururent à un jour d'intervalle en 1908, après quoi l'impératrice Xiaodingjing fut promue impératrice douairière, avec le titre honorable Longyu, signifiant « propice et prospère ».
Immédiatement après la mort de l'empereur Guangxu, Cixi nomma Puyi, neveu de l'empereur Guangxu âgé de 3 ans, nouvel empereur. Comme l'impératrice douairière Longyu n'avait pas eu d'enfants avec l'empereur Guangxu, elle adopta Puyi comme son enfant. Bien que Cixi ait décrété avant sa mort que la cour impériale des Qing ne permettrait plus jamais aux femmes de servir de régentes, Longyu resta la figure dirigeante du gouvernement Qing et fut consultée sur toutes les décisions importantes. Mais comme elle était inexpérimentée en politique, au cours des premières années du règne de Puyi, le père biologique de l'empereur, Zaifeng (prince Chun), servit de régent pour Puyi aux côtés du général Yuan Shikai.
Sur le conseil de Yuan Shikai à l'automne 1911, l'impératrice Douairière Longyu accepta de signer une abdication au nom de Puyi, alors âgé de cinq ans. Elle accepta sous la condition que la famille impériale serait autorisée à conserver ses titres. Les autres conditions furent les suivantes :
- La famille impériale pourra garder ses biens.
- Ils pourraient rester dans la Cité interdite temporairement, avant de se relocaliser vers le palais d'Été.
- Ils recevraient une allocation annuelle de quatre millions de taels d'argent.
- Les mausolées impériaux seraient protégés et entretenus.
- Le nouveau gouvernement paierait pour les funérailles de l'empereur Guangxu et la construction de sa tombe.

### Époque républicaine

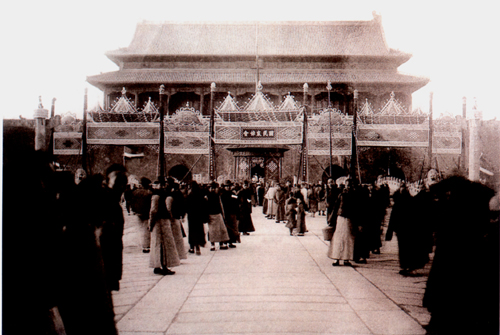
Le cortège funèbre de l'impératrice douairière Longyu à Tiananmen en 1913.

La dynastie Qing a pris fin en février 1912, remplacée par la République de Chine. Quelques mois après la chute de la dynastie Qing, le 22 février 1913, l'impératrice douairière Longyu mourut à Pékin des suites d'une maladie. Elle avait 45 ans et fut la seule impératrice chinoise dont le cercueil fut transporté de la Cité Interdite à son tombeau en train. Lors de ses funérailles, le vice-président de la République chinoise, Li Yuanhong, fit son éloge pour son « excellence parmi les femmes ». Elle fut enterrée dans le mausolée Chong des tombes occidentales Qing avec l'empereur Guangxu.

## Titres
- Sous le règne de l'empereur Tongzhi (1861-1875):
  - Dame Yehe Nara (à partir du 28 janvier 1868)
- Sous le règne de l'empereur Guangxu (1875–1908):
  - Impératrice (皇后 ; à partir du 26 février 1889[3])
- Sous le règne de l'empereur Xuantong (1908-1912):
  - Impératrice douairière Longyu (隆裕皇太后 ; à partir du 14 novembre 1908[4])
- Pendant les années de la République de Chine (1912-1949) :
  - Impératrice Xiaodingjing (孝定景皇后 ; à partir de 1913)

## Galerie

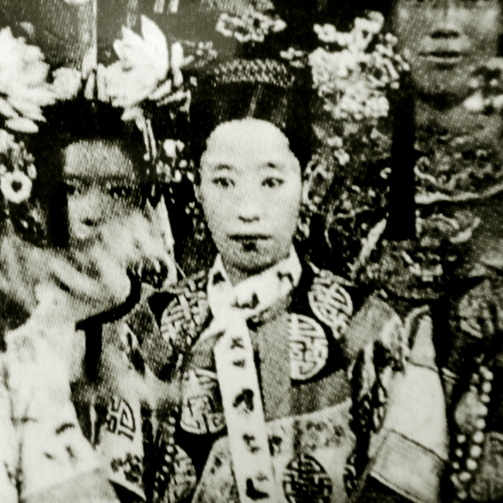
En tant qu'impératrice
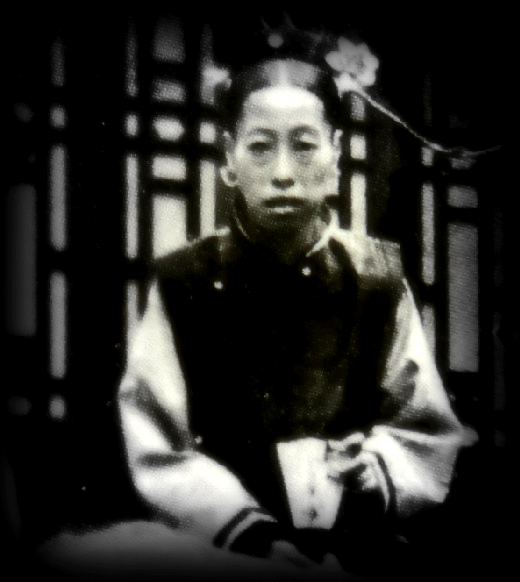
Comme impératrice douairière

## Dans la fiction et la culture populaire
- Interprété par Lin Jing dans Les tristesses de la cité interdite (1948)
- Interprété par Ivy Ling Po dans The Impress Dowager (1975) et The Last Tempest (1976)
- Interprété par Liang Yuejun dans Le dernier empereur (1987)
- Interprété par Gong Lijun dans Li Lianying: L'eunuque impérial (1991)
- Représenté par Suet Lei dans L'ascension et la chute de la dynastie Qing (1992)
- Représenté par Jiang Nan dans Towards the Republic (2003)
- Représenté par Fan Bingbing dans The Founding of Party (2011)
- Représenté par Joan Chen en 1911 (2011)
- Interprété par Li Sheng dans Le Premier président (2011)
- Représenté par Pauline Chow dans Le dernier guérisseur de la Cité interdite (2016)